# Christmas in Hollis
"Christmas in Hollis" é um single natalino de Run-DMC lançado em 1987. Está presente em dois álbuns com vários artistas, A Very Special Christmas e Christmas Rap. Quando Bill Adler pediu pela primeira vez que Run-DMC contribuísse com A Very Special Christmas — o primeiro de uma série de álbuns produzidos para beneficiar a Special Olympics —, ele se recusou. Depois de Bill — que era o então diretor de publicidade da Rush Productions, que administrava a carreira de Run-DMC — deu ao grupo a ideia de "Christmas in Hollis", eles mudaram de ideia e concordaram em participar do projeto. A faixa foi produzida junto com Rick Rubin e originalmente lançada como single em 1987 pela A&M. Em 2000, treze anos após, alcançou a posição 78 na parada Billboard Hot R&B/Hip-Hop.

## Na cultura popular
A canção foi incluída em diversos filmes e séries, incluindo The Office, Everybody Hates Chris, Chuck, Brooklyn Nine-Nine, Ted Lasso, Lip Sync Battle, Orange Is the New Black, entre outras. Eve criou uma versão no The Talk, durante o especial de fim de ano do programa em 2019. Em um episódio de 2016 do Saturday Night Live, estreou um esquete parodiando "Christmas in Hollis" como "Jingle Barack". O rap tratava-se sobre o último Natal da presidência de Barack Obama.

## Paradas musicais
| Parada (2016)               | Melhor posição |
| --------------------------- | -------------- |
| Reino Unido (OCC UK R&B)    | 31             |
| EUA Holiday 100 (Billboard) | 22             |